# Людерсфельд
Людерсфельд (нем. Lüdersfeld) — община в Германии, в земле Нижняя Саксония.
Входит в состав района Шаумбург. Подчиняется управлению Линдхорст. Население составляет 1080 человек (на 31 декабря 2010 года). Занимает площадь 12,64 км².
| Год  | Население |
| ---- | --------- |
| 1990 | 1007      |
| 1995 | 1046      |
| 2000 | 1111      |
| 2005 | 1116      |
| 2010 | 1098      |